# SV Feldkirchen
Der Sportverein Feldkirchen/Kärnten ist ein österreichischer Fußballverein aus Feldkirchen in Kärnten. Der Verein spielt in der Unterliga Ost, der fünfthöchsten Spielstufe Österreichs. Die Vereinsfarben sind grün-weiß. Hauptsponsor ist das in Feldkirchen ansässige Bau-Unternehmen M&R Bauholding.

## Gründung
Der SV Feldkirchen entstand 1948 durch die Fusion des 1924 gegründeten „Arbeiterturnvereins Feldkirchen“ (ATUS) sowie dem seinerzeit noch jungen Verein „Blau-weiß Feldkirchen“. Und dann stand fest: aus Blau-Weiß entstand Grün-Weiß am 27. Sept. 1948 und somit der heutige Sportverein Feldkirchen/Kärnten. Alois Schönherr war der Gründer und Georg Schurian sen. der erste Obmann/Präsident.

## Geschichte
Der Mannschaft gelang 1958/59 erstmals der Aufstieg in die Kärntner Liga. Insgesamt feierte man bis 2019 acht Meistertitel in der Kärntner Fußballmeisterschaft.
Nach der Saison 1963/64 musste man - in die damals noch einteilige Unterliga wieder absteigen. Einen weiteren Abstieg musste die Mannschaft zwei Jahre später hinnehmen, sie spielte ab der Saison 1965/66 in der „1. Klasse Ost“, wurde im Jahr danach aus geographischen Gründen in die „1. Klasse West“ transferiert. Ab 1968/69 gehörte Feldkirchen wieder der Unterliga an, die es ab der betreffenden Saison dank einer grundlegenden Reform aller Klassen und Ligen in die Gruppen „West“ (dazu gehörte auch Feldkirchen) und „Ost“ gegliedert war.
1971/72 gelang der erneute Aufstieg in die Kärntner Liga. In der Saison 1977/78 gab es – nach Rang 2 in der Meisterschaft – erstmals die Berechtigung zur Teilnahme am ÖFB-Cup 1978/79, wobei man aber schon in der ersten Runde am 6. August 1978 gegen den benachbarten Zweit-Divisionär SCA St. Veit nach einem 1:1 nach 120 Minuten im Elfmeterschießen mit 4:5 scheiterte. Nach Rang 6 in der Meisterschaft 1978/79 wurde 1979/80 erneut der „Vize-Titel“ erreicht. Das bedeutete wiederum die Cup-Teilnahme, doch wie vor zwei Jahren und das gegen denselben Gegner gab es am 9. August 1980 das Aus: diesmal hieß es 3:3 n. V. und 3:4 nach Elfmeterschießen.
Auch im nächsten Spieljahr (nach Rang 3 in der Meisterschaft) war der SV Feldkirchen im ÖFB-Cup vertreten, wobei man erstmals die zweite Runde erreichte: Am 8. August 1981 hatte man nach einem 0:0 n. Verlängerung gegen die „große“ Austria Klagenfurt mit 4:3 im Elfmeterschießen das bessere Ende für sich. Exakt eine Woche später gab es jedoch beim steirischen Landesligisten ASK Voitsberg eine 0:1-Niederlage durch einen unhaltbaren Freistoß von Marics in der 75. Spielminute. Die Feldkirchen-Aufstellung lautete: Wolfgang Knaller, Friedrich Schilcher, Erich Knaller, Peter Schilcher, Wadl, Mühlbacher, Werner Knaller, Huber, Bernhard Knaller, Karl Hudritsch, Boris Sikic.
Der Verein belegte Rang 2 in der Meisterschaft 1981/82, aber schon am 7. August 1982 kam in der ersten Cup-Runde das Aus nach einem 1:4 bei Chemie Linz.
Nach drei erfolglosen Anläufen im Relegationsturnier der Landesmeister von Kärnten, Oberösterreich und der Steiermark um den Aufstieg in die 2. Division in den Jahren 1984, 1987 und 1989, gelang in der Saison 1994/95 unter Trainer Manfred Mertel der Aufstieg in die Regionalliga Mitte, der ein Jahr zuvor neugestalteten dritthöchsten Leistungsklasse. 1996/97 musste der Verein als Tabellenletzter aus der Regionalliga in die Kärntner Landesliga absteigen.
1997/98 folgte sogar der schmerzliche „Durchrutscher“ in die Unterliga.
Nach dem Aufstieg in die Kärntner Landesliga 2001, gelang 2004 der Wiederaufstieg in die Regionalliga Mitte. Die Saison 2007/08 war mit dem zweiten Platz in dieser Spielklasse und dem Erreichen des Finales im ÖFB-Amateurcup gegen den SV Horn die bisher erfolgreichste der Vereinsgeschichte. In der Spielzeit 2008/09 folgte ein neuerlicher Rückschlag und der Abstieg in die Kärntner Liga, aus der man aber als Meister der darauffolgenden Saison den sofortigen Wiederaufstieg in die Regionalliga Mitte schaffte. Es gab danach ein ständiges Auf und Ab, denn die Feldkirchner stiegen 2010/11 (als Drittletzter auf Rang 14 platziert) wieder in die Kärntner Liga ab.
Spielertrainer Robert Micheu ließ sich nicht beirren und spielte in der Kärntner Liga mit einheimischen Talenten weiter. Der Weg lohnte sich und man schaffte in der Saison 2011/12 wieder den Titel in der Kärntner Liga und stieg zum vierten Mal in der Vereinsgeschichte in die Regionalliga Mitte auf, musste aber genauso wieder (gleich das Jahr danach) zum vierten Mal absteigen.
Ab der Saison 2013/14 kam es zu einer Spielgemeinschaft mit dem nur wenige Kilometer entfernten kleinen Verein SV Oberglan, und der Klub spielte die Meisterschaft der Kärntner Liga unter der Bezeichnung „SV Feldkirchen/SV Oberglan“, wobei Endrang 2 erreicht wurde. Die Meisterschaft 2014/15 wurde auf Rang 7 beendet.
Ebenfalls im Jahr 2013 wurde der wirtschaftlich angeschlagene Verein durch den Oberglan Funktionär Gerhard Schreilechner (von Beruf Marketingleiter der Sparkasse Feldkirchen) übernommen.

## Sportstätte und ihre Historie
1948 bis 1982 wurde auf den heutigen Schulsportplatz zwischen den Neuen Mittelschulen in Feldkirchen gespielt. Am 14. August 1982 wechselte man dann in die heutige Fußball-Arena. Eröffnet wurde das Stadion durch die politischen Vertreter, Leopold Wagner (Landeshauptmann), Ing. Horst Huber (Bürgermeister), STR Ing. Herald Piber (Sportstadtrat) und SV Feldkirchen Präsident Erich Schmidecker. Kostenpunkt: 32 Mio. Schilling (davon 2,7 Mio. Land, 500 Tsd. Bund und 250 Tsd. aus Totomitteln). Im Jahr 2009 erhielt die Arena die heutige Tribüne.

## Bisherige Meistertitel
- 1. Klasse A: 1953/54, 1956/57
- Unterliga Ost: 1970/71
- Kärntner Liga: 1994/95, 2003/04, 2009/10, 2011/12
- Unterliga West: 1999/00

## Vorstand
- 27. September 1948 - Georg Schurian
- 1956 - Max Buzzi-Korb
- 1969 - Hans Steiner
- 1974 - Josef Janschitz
- 1979 - Johann Salbrechter
- 1997 - Alexander Leopold
- 2003 - Ulf Puschitz
- 2006 - Robert Schieder
- 2014 - Gottfried Zwatz
- 2016 - Peter Michael Kowal jun.
- 2017 - Ingrid Maier
- 2024 - Martin Tamegger, Christian „Pepe“ Schilcher, Dani Beniers, Walter Becker, Monika Thamer, Vanessa Gailer, Tamara Spitzinger

## Trainer
| Adi Oberzaucher        | Valentin Ortner     | Walter Rath jun.          | Hermann Kövari  | Reinhard Tellian | Max Schlager | Alfred Mölzer     |
| Christoph Möderndorfer | Manfred Mertel      | Branko Oblak              | Karl Wilblinger | Werner Knaller   | Rudolf Perz  | Manfred Peternell |
| Robert Micheu (2009)   | Auron Miloit (2017) | Stefan Pusterhofer (2020) |                 |                  |              |                   |